# Megaselia sauteri
Megaselia sauteri är en tvåvingeart som först beskrevs av Charles Thomas Brues 1911.  Megaselia sauteri ingår i släktet Megaselia och familjen puckelflugor. Inga underarter finns listade i Catalogue of Life.